# Julia Schoch
Pour les articles homonymes, voir Schoch.
Julia Schoch (née le 17 mai 1974  à Bad Saarow) est une écrivaine et traductrice allemande. 

## Biographie
Julia Schoch est née le 17 mai 1974 à Bad Saarow, fille d'officier et de libraire. Elle passa son enfance à Eggesin, puis revint à Potsdam, où elle alla au lycée, avant d'étudier l'allemand et les langues latines à l'Université de Potsdam, à Montpellier et Bucarest. Elle a travaillé dans un cinéma à Potsdam avant de pouvoir vivre de ses livres et traductions, toujours dans la même ville.
Dans sa critique, Christoph Leitgeb estime que Julia Schoch « raconte des départs, parfois géographiques, comme celui vers le delta du Danube, parfois aussi symboliques : une expérience de la libération et une libération de l'expérience.  Le livre capture une mélancolie romantique, qui révèle la pétrification idéologique du quotidien, entre autres, dans la République démocratique allemande natale de Julia Schoch. Les frontières étroites dans lesquelles les circonstances totalitaires encerclent l'expérience, ne sont soudain plus étanches et l'expérience déborde des bordures, fluide, devenant fantastique. L'eau est le motif récurrent de la transformation, de son désir et de sa peur . » Tobias Becker estime que la romancière Schoch aborde bien plus que la question de savoir ce qui se passe, quand un homme perd son amour. Ce qui lui importe, c'est la question de savoir ce qui arrive à un humain qui perd son histoire, son repère, sa croyance à une forme de continuité. Gregor Dotzauer pense que Julia Schoch non seulement utilise son propre passé comme une mine d'extraction, mais encore entame une réflexion sur ce que cela signifie de s'approprier ce passé par l'écriture.
Julia Schoch est aussi la traductrice en allemand de nombreux auteurs de fiction contemporaine de langue française et a obtenu pour son travail le Prix André-Gide en 2009-2010.

## Prix littéraires
- 2002 : Prix Friedrich Hölderlin de la ville de Bad Hombourg, prix d'encouragement
- 2005 : Prix Ingeborg-Bachmann, prix du jury
- 2009-2010 : Prix André-Gide pour la traduction du roman de Georges Hyvernaud, La peau et les os
- 2022 : Prix d'honneur de la Fondation Schiller allemande 2022

## Œuvres

### Publiées en volumes
- Der Körper des Salamanders, nouvelles, Munich, 2001 ;
- Verabredungen mit Mattok, roman, Munich, 2004 ;
- Steltz & Brezoianu, miniatures en prose, Iéna, 2007 ;
- Mit der Geschwindigkeit des Sommers, roman, Munich, 2009 ;
- Selbstporträt mit Bonaparte, roman, Munich, 2012 ;
- Schöne Seelen und Komplizen, roman, Munich, 2018 ;
- Fontaneske. Einmal so schreiben, so reisen, als ginge es um nichts, essai, Potsdam, 2019 ;
- Das Vorkommnis. Biographie einer Frau, roman, Munich, 2022, premier volume d'un projet de trilogie, Biographie einer Frau

### Dans des journaux et des anthologies
- Schlagen im Vorübergehen, nouvelle, dans: Beste Deutsche Erzähler. DVA, 2002 ;
- Landschaft bei Aigues-Mortes, nouvelle, dans: 20 unter 30. Junge deutsche Autoren, DVA, Stuttgart 2002 ;
- Die sechste Karte, nouvelle, dans: Bella triste, 4, 2002
- Der klassische Held und die Freiheit, oder: Taugt der unbehelligte Mensch für die Literatur?, essai, dans: Bella triste, 25, 2009
- Ich verlasse dich, dans: Lies! Das Buch, Piper, 2020.

### Traductions
- Fred Vargas, Der vierzehnte Stein, Berlin, 2005, traduction de Sous les vents de Neptune ;
- Fred Vargas, Die dritte Jungfrau, Berlin, 2007, traduction de Dans les bois éternels ;
- Fred Vargas, Die schwarzen Wasser der Seine, Berlin, 2007, traduction de Coule la Seine ;
- Fred Vargas, Das Zeichen des Widders, Berlin, 2008, traduction de Les Quatre Fleuves ;
- Georges Hyvernaud, Der Viehwaggon, Berlin, 2007, traduction de Le Wagon à vaches ;
- Georges Hyvernaud, Haut und Knochen, Berlin, 2010, traduction de La Peau et les os ;
- Eugène Dabit, Hotel du Nord, Francfort, 2015 ;
- Daniel Anselme, Adieu Paris, Zurich, 2015 ;
- Antoine de Saint-Exupéry, Bekenntnis einer Freundschaft, 2016, traduction de Lettre à un otage ;
- Eugène Dabit, Petit-Louis, Francfort, 2018 ;
- Isabelle Eberhardt, Nomadin war ich schon als Kind. Meine algerischen Tagebücher, 2018, traduction de Lettres et journaliers ;
- Maryam Madjidi, Du springst, ich falle, Berlin, 2018, traduction de Marx et la poupée ;
- Frédéric Beigbeder, Endlos leben, Munich, 2018, traduction de Une vie sans fin ;
- Victoria Mas, Die Tanzenden, Munich, 2020, traduction de Le Bal des folles ;

### Théâtre radiophonique
- Kaliningrader Nacht, émission du 15 janvier 2008 sur SWR, texte publié dans Rheinsberger Bogen n°25, musée de la littérature Kurt Tucholsky, Rheinsberg.